# Steve Perryman
Stephen John Perryman MBE (* 21. prosince 1951 Ealing, Middlesex) je bývalý anglický fotbalový reprezentant a profesionální fotbalista, který hrál na pozici obránce či záložník.
Je známý svými úspěchy v týmu Tottenham Hotspur FC za který hrál během 70. a 80. let 20. století. Za 17 let v klubu Tottenham Hotspur FC dvakrát získali Anglický pohár, Anglický Ligový pohár, Pohár UEFA, FA Charity Shield a FA Youth Cup. V roce 1982 byl zvolen Hráčem roku dle FWA a vytvořil klubový rekord 854 zápasů v A-týmu Tottenhamu Hotspur. 
Po skončení kariéry se stal fotbalovým trenérem. Působil v Japonsku, kde jeho svěřenci získali Pohár vítězů pohárů AFC.